# Jaroslav Holík
Jaroslav Holík (ur. 3 sierpnia 1942 w mieście Německý Brod, zm. 17 kwietnia 2015 w Pradze) – czeski hokeista reprezentujący Czechosłowację, grający na pozycji napastnika, medalista zimowych igrzysk olimpijskich, wielokrotny mistrzostw świata i mistrzostw Europy.

## Kariera reprezentacyjna
Przez wiele lat występował w reprezentacji Czechosłowacji w hokeju na lodzie. Zdobył z nią brązowy medal olimpijski w Sapporo (1972). 
Był mistrzem świata w 1972, wicemistrzem w 1965 i 1966 oraz brązowym medalistą w 1969, 1970 i 1973.
Wystąpił w 142 meczach reprezentacji Czechosłowacji, strzelając 57 bramek.
Jego młodszy brat Jiří był również znanym hokeistą, czterokrotnym medalistą olimpijskim i trzykrotnym mistrzem świata. Obaj bracia zwykle grali w jednej trójce ataku. Syn Jaroslava Bobby był hokeistą NHL, dwukrotnym zdobywcą Pucharu Stanleya. Córka Andrea była tenisistką.

### Statystyka reprezentacyjna
| Rok                    | Drużyna        | Zawody | M  | B | A  | P  | K  |
| ---------------------- | -------------- | ------ | -- | - | -- | -- | -- |
| 1965                   | Czechosłowacja | MŚ/ME  | 6  | 0 | 3  | 3  | 2  |
| 1966                   | Czechosłowacja | MŚ/ME  | 5  | 0 | 0  | 0  | 6  |
| 1967                   | Czechosłowacja | MŚ/ME  |    |   |    |    |    |
| 1969                   | Czechosłowacja | MŚ/ME  | 10 | 4 | 10 | 14 | 18 |
| 1970                   | Czechosłowacja | MŚ/ME  | 10 | 2 | 3  | 5  | 10 |
| 1972                   | Czechosłowacja | ZIO    |    |   |    |    |    |
| 1972                   | Czechosłowacja | MŚ/ME  | 10 | 8 | 7  | 15 | 8  |
| 1973                   | Czechosłowacja | MŚ/ME  | 8  | 5 | 2  | 7  | 10 |
| Reprezentacja seniorów |                |        |    |   |    |    |    |

- M - Mecze
- B - Bramki
- A - Asysty
- P - Punkty
- K - Kary

## Kariera klubowa
- HC Havlíčkův Brod (1956-1961)
- HC Dukla Jihlava (1961-1979)

Jaroslav Holík był mistrzem Czechosłowacji w latach 1967-1972 i 1974.

## Kariera trenera
Po zakończeniu kariery sportowej został trenerem. Zdobył dwukrotnie mistrzostwo świata juniorów (do lat 20) z reprezentacją Czech w 2000 i 2001.

## Wyróżnienia
- Galeria Sławy czeskiego hokeja na lodzie: 2008